# Phlugis burgersi
Phlugis burgersi är en insektsart som beskrevs av Jin, Xingbao 1993. Phlugis burgersi ingår i släktet Phlugis och familjen vårtbitare. Inga underarter finns listade i Catalogue of Life.